# Florentí (escriptor)
Florentí (en llatí: Florentinus) va ser un escriptor llatí que va escriure un panegíric en 39 versos hexàmetres, sobre les glòries del rei vàndal Trasamund i l'esplendor de Cartago sota el seu govern. Va viure a finals del segle v. Aquests versos, escrits amb una fraseologia dura i quasi bàrbara, són un conjunt d'adulacions dirigides a Trasamund. El poema s'inclou a l'Antologia llatina.